# Tschipew-Nunatak
Der Tschipew-Nunatak (bulgarisch Чипев нунатак Tschipew nunatak) ist ein schmaler, felsiger und 800 m hoher Hügel bzw. Nunatak an der Nordenskjöld-Küste des Grahamlands auf der Antarktischen Halbinsel. Er erstreckt sich 3,6 km südlich des Kopriva Peak, 8,1 km nordwestlich des Dolen Peak, 6,92 km südöstlich des Trave Peak und 7,36 km südöstlich des Paramun Buttress über eine Länge von 2,9 km in nord-südlicher Ausrichtung an der Ostflanke des Edgeworth-Gletschers.
Die bulgarische Kommission für Antarktische Geographische Namen benannte ihn 2011 nach dem bulgarischen Biologen Nescho Tschipew (* 1953), der ab der antarktischen Sommersaison 1994/95 an mehreren Kampagnen auf der St.-Kliment-Ohridski-Station auf der Livingston-Insel tätig war.